# Waiblingen
Waiblingen (pronunciación en alemán: /ˈvaɪ̯plɪŋən/ⓘ) es una ciudad a unos 15 km al noreste de Stuttgart en el Bundesland de Baden-Württemberg, en el suroeste de Alemania. Es la capital y la ciudad más grande del Distrito de Rems-Murr.
Del nombre de Waiblingen deriva la apelación de Gibelino.

## Historia
- 885: Primera mención escrita por el emperador carolingio de Occidente Carlos III el Gordo.
- 1971: Gotthard Heinrici, general alemán de la Wehrmacht, fallece el 13 de diciembre en esta localidad.

## Geografía
Waiblingen se compone de un núcleo y de las pedanías de Beinstein, Bittenfeld, Hegnach, Hohenacker y Neustadt, que se integraron a Waiblingen como parte de las reformas territoriales de los años 1970.